# Inchy Communal Cemetery Extension
Inchy Communal Cemetery Extension est un cimetière militaire de la Première Guerre mondiale situé sur le territoire de la commune d'Inchy dans le département du Nord.

## Historique
Le village d'Inchy repris aux Allemands le 3 octobre 1918 et ce cimetière a été commencé par les britanniques pour inhumer les victimes, aussi bien britanniques qu'allemandes, à la suite des combats qui se sont déroulés dans le secteur.

## Caractéristique
Ce cimetière est situé au fond du cimetière communal. Il comprend 82 tombes de soldats, tous tombés en octobre 1918. Il est entouré d'un mur de briques basses sur trois côtés.

## Galerie

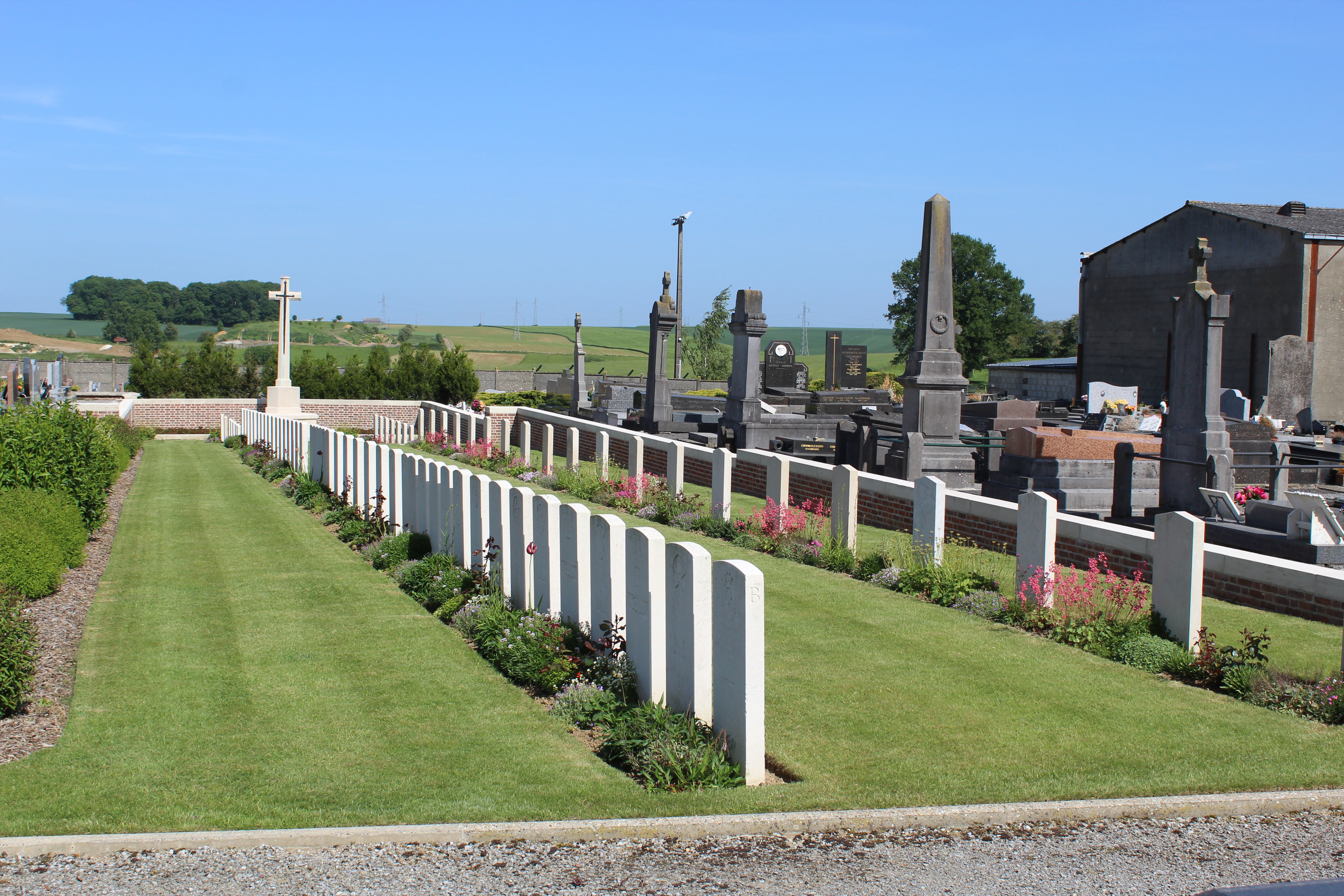
Au 1er plan, rangée de tombes britanniques, au second plan, rangée de tombes allemandes.
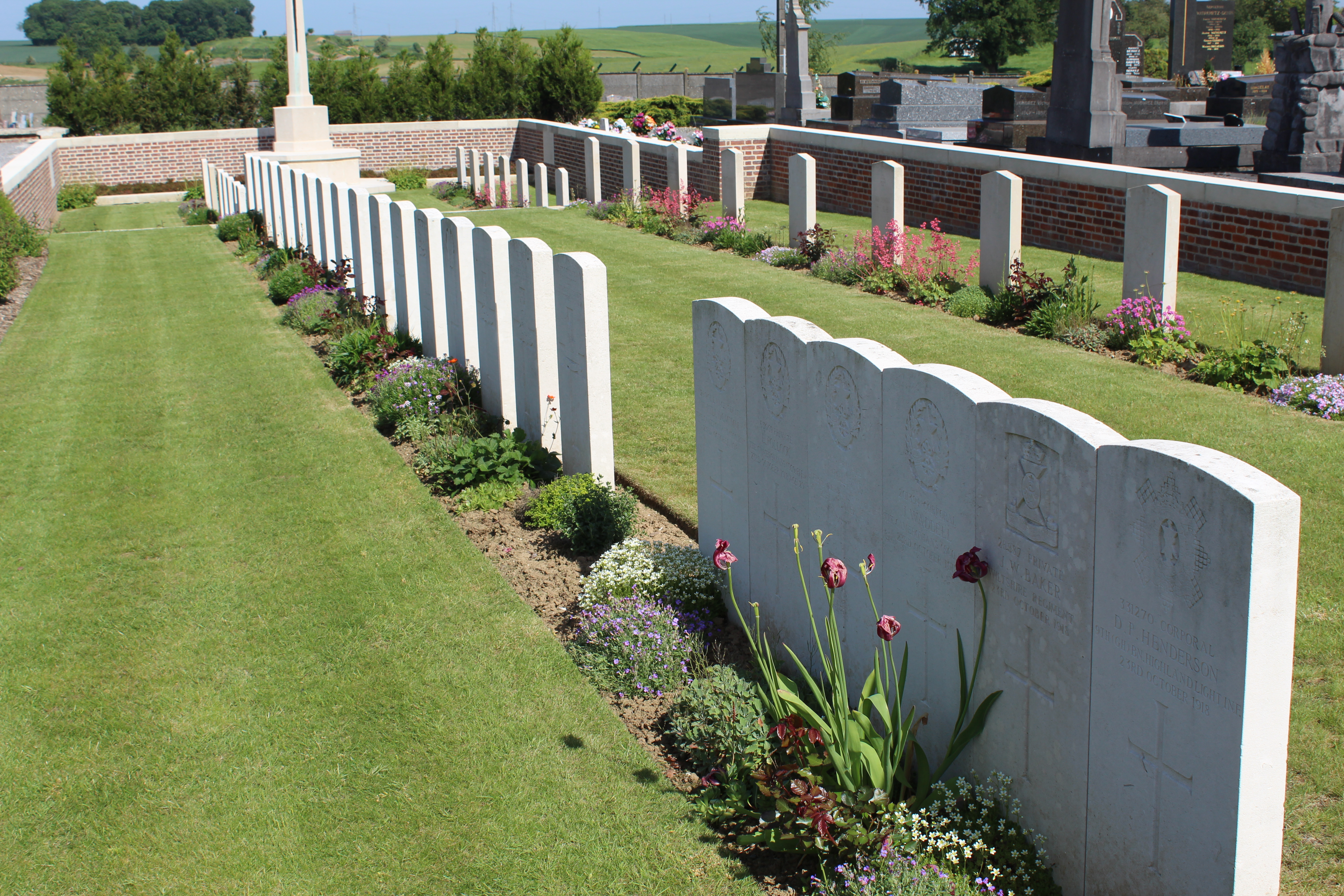
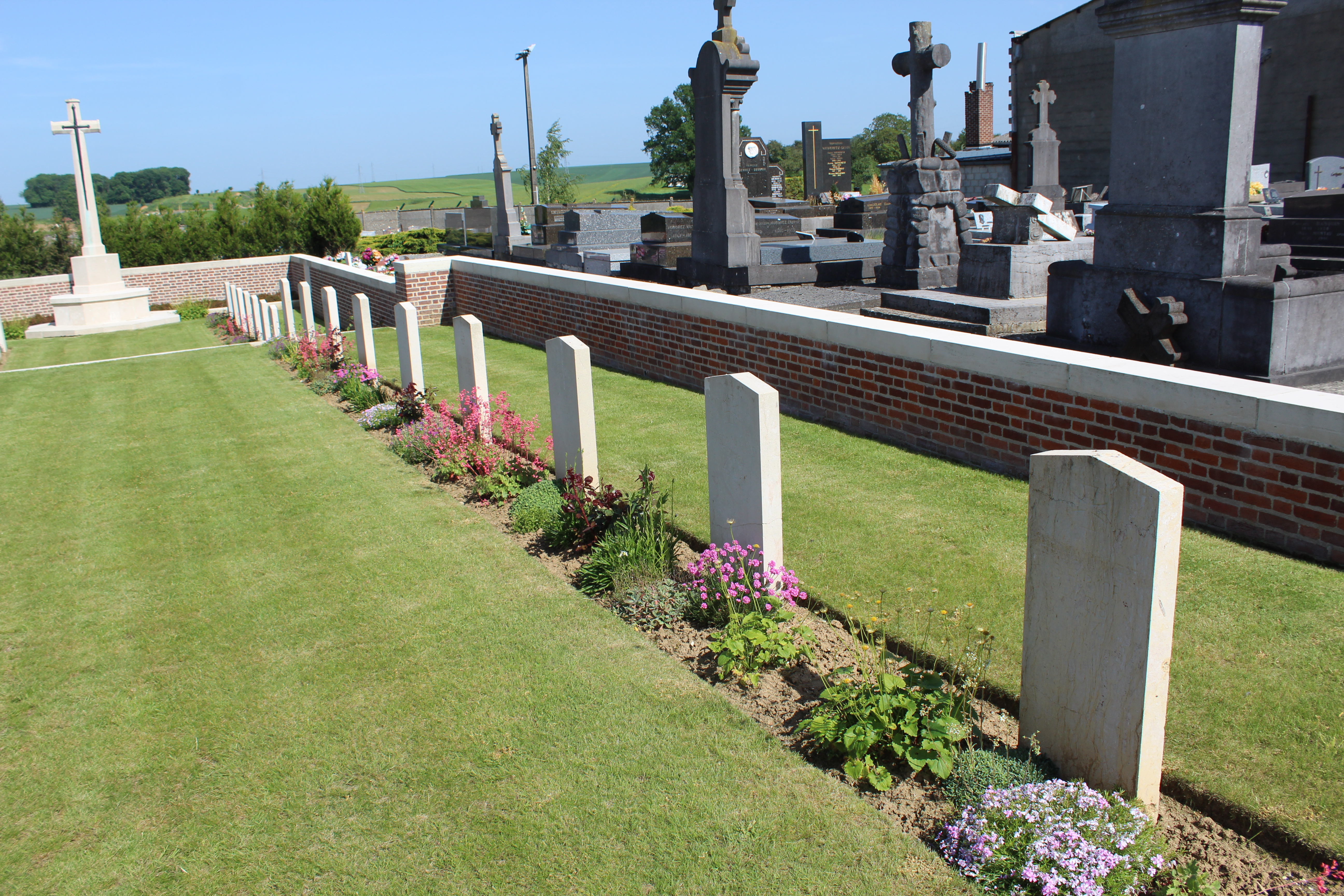

## Sépultures
| Pays        | Sépultures |
| ----------- | ---------- |
| Royaume-Uni | 55         |
| Allemagne   | 27         |
| Total       | 82         |